# NGC 871
NGC 871 este o galaxie spirală situată în constelația Berbecul. A fost descoperită în 14 octombrie 1784 de către William Herschel. Se află la o distanță de 34,36 de megaparseci de Pământ.